# Pitcairnia chiriquensis
Pitcairnia chiriquensis är en gräsväxtart som beskrevs av Lyman Bradford Smith. Pitcairnia chiriquensis ingår i släktet Pitcairnia och familjen Bromeliaceae.
Artens utbredningsområde är Panamá. Inga underarter finns listade i Catalogue of Life.